# 제7회 전국동시지방선거 교육감
다음은 대한민국 제7회 전국동시지방선거 중 교육감 부분이다.

## 선거 결과
| 교육감명             | 당선인 | 성향 | 선수 |
| -------------------- | ------ | ---- | ---- |
| 서울특별시교육감     | 조희연 | 진보 | 재선 |
| 부산광역시교육감     | 김석준 | 진보 | 재선 |
| 대구광역시교육감     | 강은희 | 보수 | 초선 |
| 인천광역시교육감     | 도성훈 | 진보 | 초선 |
| 광주광역시교육감     | 장휘국 | 진보 | 3선  |
| 대전광역시교육감     | 설동호 | 중도 | 재선 |
| 울산광역시교육감     | 노옥희 | 진보 | 초선 |
| 세종특별자치시교육감 | 최교진 | 진보 | 재선 |
| 경기도교육감         | 이재정 | 진보 | 재선 |
| 강원도교육감         | 민병희 | 진보 | 3선  |
| 충청북도교육감       | 김병우 | 진보 | 재선 |
| 충청남도교육감       | 김지철 | 진보 | 재선 |
| 전라북도교육감       | 김승환 | 진보 | 3선  |
| 전라남도교육감       | 장석웅 | 진보 | 초선 |
| 경상북도교육감       | 임종식 | 보수 | 초선 |
| 경상남도교육감       | 박종훈 | 진보 | 재선 |
| 제주특별자치도교육감 | 이석문 | 진보 | 재선 |